# 狭叶黄芩
狭叶黄芩（学名：Scutellaria regeliana），为唇形科黄芩属下的一个植物变种。